# 여윤정
여윤정(1976년 8월 1일 ~ )은 대한민국의 배우이다. 1997년 MBC 8기 공채 개그맨으로 데뷔하였다.

## 출연 작품
- 테마게임 (MBC)
- 행복충전 유쾌한 일요일 (MBC)
- 코미디 닷컴 (MBC)
- 웃는 날 좋은 날 (MBC)
- 오늘밤 좋은밤 (MBC)
- iTV 연예세상 (iTV) 현재 (OBS경인TV)
- 성서학당 고정 (CBS)

## 학력
- 서경대학교 미용예술학 학사